# سارگپه عسلی دم‌دراز
سارگپه عسلی دم‌دراز (نام علمی: Henicopernis longicauda) یک پرنده شکاری از خانواده بازان است.
در گینه نو و برخی از گروه‌های جزیره‌ای مجاور یافت می‌شود. زیستگاه طبیعی آن جنگل‌های دشت مرطوب نیمه‌گرمسیری یا گرمسیری و جنگل‌های کوهستانی مرطوب نیمه‌گرمسیری یا گرمسیری است.